# Blissfield (Nuevo Brunswick)
Blissfield es una parroquia canadiense situada en la provincia de Nuevo Brunswick.

## Superficie
Blissfield tiene una superficie de 1235,57 km².

## Demografía
En 2021, tenía 491 habitantes, una densidad poblacional de 0,4 hab./km², y 256 viviendas.